# کاخ لمبت

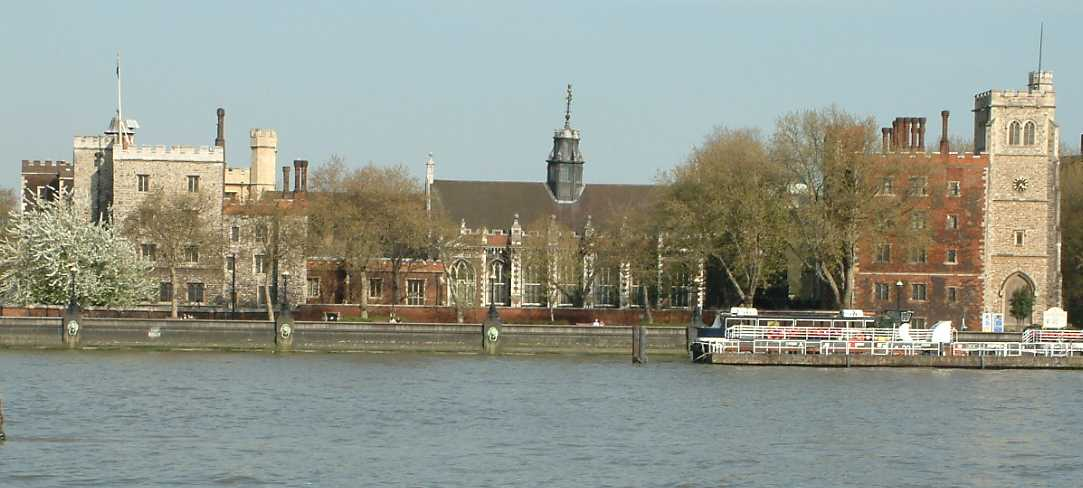
کاخ لمبت، عکس از سمت مقابل رودخانه تیمز.

کاخ لمبت اقامتگاه رسمی اسقف اعظم کانتربری در لندن در ساحل جنوبی رودخانه تیمز، در فاصله ۳۵۰ متری جنوب شرق کاخ وست مینستر (ساختمان پارلمان بریتانیا) در سمت مقابل رودخانه قرار گرفته.